# Paola Bianco
Paola Gabriela Bianco Ruggiero (Montevideo, 24 de octubre de 1975) es una presentadora y actriz uruguaya.

## Biografía
Nació el 24 de octubre de 1975 en Montevideo, como hija de la cantante y productora Ana María Ruggiero y Jorge Bianco, un guionista de televisión y carnaval; tiene dos hermanos, Marcelo y Fabricio. Fue criada en el barrio de La Aguada; cursó sus estudios primarios en la Escuela N° 77 y los secundarios en el Liceo N° 21 y el Liceo N° 2 Héctor Miranda.
Desde los ocho años hasta los diecisiete cursó la Escuela Nacional de Danza. A su vez, integró el coro del Servicio Oficial de Difusión, Representaciones y Espectáculos (SODRE).

### Carrera
Su carrera en los medios comenzó a los diez años, como parte del coro y del cuerpo de baile del programa infantil Cacho Bochinche, presentado por Cacho de la Cruz y emitido en Teledoce. A finales de la década de los ochenta fue seleccionada para interpretar el personaje de la reportera April O'Neil en El Club de las Tortugas Ninja. Tras realizar un casting junto a Maximiliano de la Cruz, ambos ficharon como coconductores de Maxidibujos emitido diariamente y en directo por Canal 5 durante un año. Más tarde, en 1995, la dupla volvió a Teledoce para presentar programa juvenil de humor absurdo, Maxianimados, el cual les otorgó un gran reconocimiento del público.
Tras la salida del aire de Maxianimados en 2000, Bianco fue empleada por Canal 10. En 2004 estrenó junto a Jorge Echagüe el programa infantil Loco de vos, que estuvo en el aire hasta 2010. Además, fichó como presentadora de exteriores del programa Desafío al Corazón presentado por Humberto de Vargas. En 2006 durante una grabación en la ciudad de Young, Departamento de Río Negro se produjo la conocida como Tragedia de Young en la que fallecieron ocho personas.
En 2009 interpretó el papel de Verónica en la sitcom de Canal 10, Hogar, dulce hogar, adaptación uruguaya de la serie española Escenas de matrimonio. Entre 2010 y 2011, cocondujo el magacín culinario En su salsa, junto al cocinero y presentador Sergio Puglia. En 2015 formó parte del elenco del programa humorístico Me resbala de Teledoce. En 2016, cocondujo durante cuatro meses el programa radial Justicia Infinita de la emisora Océano FM. Un año más tarde estrenó el reality show musical infantil Master Class, que se trató de la adaptación de un formato israelí. Su labor en la conducción del programa, que contó con una segunda temporada, le valió la nominación a mejor conductora en la vigésima tercera entrega de los Premios Iris.
En 2021 fichó como coconductora, junto a Aldo Martínez, del programa de telerrealidad y gastronomía de Canal 10, El show de la tarde. En noviembre de 2022 el programa fue levantado del aire temporalmente debido a la emisión de los partidos de la Copa Mundial de Fútbol de 2022. Finalmente, la tercera temporada fue estrenada el 16 de enero del año siguiente. El 20 de enero de 2023 estrenó el programa de entrevistas Mi casa es tu casa.
En enero de 2024 fue anunciada como la conductora, junto a Álvaro Recoba, del Concurso Oficial del Carnaval de ese año.

## Filmografía
| Programas     | Programas                     | Programas | Programas               |
| Año           | Título                        | Canal     | Rol                     |
| ------------- | ----------------------------- | --------- | ----------------------- |
| 1990-1993     | El club de las Tortugas Ninja | Teledoce  | Reportera; April O'Neil |
| 1994          | Maxidibujos                   | Canal 5   | Coconductora            |
| 1995-2000     | Maxianimados                  | Teledoce  | Coconductora            |
| 2004-2010     | Loco de vos                   | Canal 10  | Coconductora            |
| 2004-2008     | Desafío al corazón            | Canal 10  | Coconductora            |
| 2010-2011     | En su salsa                   | Canal 10  | Coconductora            |
| 2015          | Me resbala                    | Teledoce  | Participante            |
| 2017          | Master Class                  | Teledoce  | Conductora              |
| 2021-2023     | El show de la tarde           | Canal 10  | Coconductora            |
| 2023-presente | Mi casa es tu casa            | Canal 10  | Conductora              |
| 2024          | ¿Quién es la máscara?         | Teledoce  | Participante            |
| 2024          | Fuego sagrado                 | Teledoce  | Participante            |
| Ficciones     |                               |           |                         |
| Año           | Título                        | Canal     | Personaje               |
| 2009          | Hogar, dulce hogar            | Canal 10  | Verónica                |

## Vida personal
En 2015 contrajo matrimonio con Darío Sisiasvili, convivió con él durante diez años. Tuvieron cuatro hijos: Federico, Rocío, Martina y Guillermo.
Se separó de Sisiasvili y en julio de 2023 presentó a su nueva pareja, Álvaro García 

## Premios y nominaciones
| Año  | Premios     | Categoría        | Trabajo nominado | Resultado | Rfs.          |
| ---- | ----------- | ---------------- | ---------------- | --------- | ------------- |
| 2018 | Premio Iris | Mejor conductora | Masterclass      | Nominada  | [ 30 ] [ 31 ] |